# Мерседес из Кастилии
«Мерседес из Кастилии, или Путешествие в Катай» (англ. Mercedes of Castile, or The Voyage to Cathay) — исторический роман Джеймса Фенимора Купера, увидевший свет в 1840 году и рассказывающий об открытии Америки.

## Сюжет
Действие романа начинается в 1469 году в Кастилии. В первых трёх главах Купер рассказывает о событиях, которые привели к браку Изабеллы Кастильской с Фердинандом Арагонским и как следствие к объединению Испании. Затем действие переносится в 1492 год, когда Христофор Колумб предлагает Изабелле снарядить экспедицию на поиски западного пути в Азию (в «Катай», как называл Китай Марко Поло).
Заглавная героиня романа — маркиза Мерседес де Вальверде, которую любит граф Луис де Бобадилья. Последний присоединяется к Колумбу в его первом плавании на запад, на острове Эспаньола спасает красавицу Озэму, и та в него влюбляется. Однако Луис сохраняет верность Мерседес и в финале, сразу после возвращения, женится на ней.
Литературоведы констатируют, что центральным персонажем книги является не Мерседес, а Колумб. Яков Свет в связи с этим пишет, что «правильно было бы назвать этот роман не „Мерседес из Кастилии“, а „Христофор из Генуи“».

## Создание и оценки
Во время работы над романом «Следопыт» Купер получил от своего английского издателя Ричарда Бентли предложение написать книгу о Христофоре Колумбе и открытии Америки. Его эта идея заинтересовала; писатель признался, что мысль о создании такой книги «давно занимает» его. К тому моменту он уже был знаком с «Историей царствования Фердинанда и Изабеллы» историка Уильяма Хиклинга Прескотта, основанной на документах из испанских архивов.
Роман увидел свет в ноябре 1840 года в Филадельфии и в декабре — в Лондоне. И читатели, и критики отнеслись к нему холодно. Рецензент Э. Дуйкинк констатировал, что эта книга — исторический роман в чистом виде, а значит, Купер искал вдохновение в «выработанной литературной жиле, из которой давно уже исчез драгоценный металл». По мнению Дуйкинка, исторический роман «ушёл в небытие» после Вальтера Скотта, и теперь «это не тот творческий жанр, который должен избирать первоклассный автор для упражнения своего пера». При этом рецензент признал, что Купер «имеет достаточно воображения, чтобы придумать сюжет, который вполне похож на настоящую жизнь, и заселить его правдоподобными моряками или индейцами... В своих описаниях природы он непревзойдён... Временами он демонстрирует огромную силу и серьезность, которые, несмотря на все его недостатки, делают его самым первым писателем Америки».
Схожего мнения о жанре исторического романа оказались Эдгар По, написавший рецензию на «Мерседес из Кастилии» для своего журнала, и анонимный автор обзора, опубликованного в The New York Review of Books. Последний заявил, что новая книга не поспособствует «сколько-нибудь значительному увеличению славы или состояния мистера Купера». Сам автор признал, что роман провалился, но назвал другую причину — «сюжет оказался слишком хорошо знакомым» читателям.